# Adesmia bonariensis
Adesmia bonariensis är en ärtväxtart som beskrevs av Arturo Erhardo Erardo Burkart. Adesmia bonariensis ingår i släktet Adesmia och familjen ärtväxter. Inga underarter finns listade i Catalogue of Life.